# Bernard de Jussieu
Bernard de Jussieu (Lione, 17 agosto 1699 – Parigi, 6 novembre 1777) è stato un botanico e medico francese.

## Biografia
Bernard de Jussieu iniziò i suoi studi presso il collegio dei Gesuiti a Lione. Si laureò in medicina a Montpellier e iniziò la pratica nel 1720.
Nel 1725 pubblicò una nuova edizione dell'Histoire des plantes qui naissent aux environs de Paris di Joseph Pitton de Tournefort, 2 vol., che fu successivamente tradotto in inglese da John Martyn, essendo l'opera originale incompleta. Nello stesso anno fu ammesso all'Accademia francese delle scienze. Nel 1759, nominato soprintendente dei Giardini Reali da Luigi XV, riordinò le piante del giardino del Grand Trianon di Versailles, secondo i suoi schemi di classificazione. La distribuzione è raccolta in Genera plantarum da suo nipote Antoine-Laurent de Jussieu e costituisce la base di questo lavoro.
L'abbreviazione standard dell'autore botanico B.Juss. viene applicato alle piante descritte da de Jussieu.